# Gilbert Giraud
 (mai 2023).
Si vous disposez d'ouvrages ou d'articles de référence ou si vous connaissez des sites web de qualité traitant du thème abordé ici, merci de compléter l'article en donnant les références utiles à sa vérifiabilité et en les liant à la section « Notes et références ».
Gilbert Giraud, né le 16 juillet 1911 et mort le 23 septembre 1985, est à la tête du scoutisme français à Marseille pendant l'occupation allemande lors de la Seconde Guerre mondiale.
À la suite du sauvetage de Roger et Emy Eisinger et leur 2 enfants, il reçoit le titre de Juste parmi les nations.
Il meurt en 1985.

## Biographie

### Scoutisme
Gilbert Giraud est en 1939, le Scoutmestre général du 8e Groupe de Marseille, nommé Groupe Frédéric Mistral. À ce titre, il est aussi le Chef de Clan (Branche ainée des Scouts de France).

### Seconde Guerre mondiale
Gilbert Giraud est à la tête du Scoutisme français à Marseille pendant l’Occupation.
Il sauve la vie du fondateur du mouvement des Éclaireurs israélites de France de Marseille, Roger Eisinger, ainsi que celle de sa femme et de ses deux enfants.
Le 21 janvier 1943, Roger Eisinger part pour une rencontre scoute près de Marseille ; il commet l’imprudence de prendre ses propres papiers, frappés du tampon « Juif ». Contrôlé à la gare, il est arrêté sur le champ, avec un grand nombre d’autres Juifs. Témoin de cette arrestation, Gilbert Giraud, qui connaissait Eisinger du fait de leurs activités communes, alla prévenir sa famille. Madame Eisinger fait appel à Maurice Dejean (q.v.), inspecteur à la Commission à la jeunesse et aux sports de Marseille.
Grâce à ses contacts, Dejean obtient la mise en liberté de Roger Eisinger et le cache chez lui. Les autres Juifs capturés ce jour-là sont déportés au camp d’extermination de Sobibor, d’où aucun ne revient. La Gestapo continue à traquer Eisinger ; sa femme et ses enfants ne sont plus en sécurité chez eux. Gilbert et Suzanne Giraud leur donnent asile jusqu’à la Libération, malgré les risques énormes et sans demander la moindre contrepartie,.

## Distinctions
- Le 16 avril 1992, le comité Yad Vashem décerne aux époux Giraud le titre de Juste parmi les Nations. Le comité Yad Vashem lui reconnait le sauvetage de quatre juifs au moins : Roger Eisinger, Emy Eisinger et leurs deux enfants[5].